# The X Factor (Греція)
The X Factor — грецька версія британського талант-шоу The X Factor, основна мета якого — пошук і розвиток пісенного таланту конкурсантів. Шоу транслюється наживо в Греції та на Кіпрі, а також через супутникову систему телеканалу ANT1 та його партнерів за кордоном.
Прослуховування відбуваються власне у Греції в містах Афіни і Салоніки, а також на Кіпрі в місті Нікосія. Відбір та прослуховування для третього сезону X Factor також проводились в Нью-Йорку. Представники грецької діаспори також приймаються.
Донині в усіх трьох сезонах шоу перемагали виключно хлопці-кіпріоти.

## Суддівські категорії та фіналісти
Легенда:
     — Суддя-переможець/категорія. Шрифтом виділений учасник-переможець.
| Сезон  | Нікос Муратідіс                                                              | Йоргос Теофанус                                                        | Катерина Гагакі                                                             | Йоргос Левендіс                                                                              |
| ------ | ---------------------------------------------------------------------------- | ---------------------------------------------------------------------- | --------------------------------------------------------------------------- | -------------------------------------------------------------------------------------------- |
| Перший | За 25 Васілікі Ціомі Константінос Цимуріс Йоргос Клакуманос Келлі Кальці     | Гурти Коккіна Халія Тріімітоніо Crowns Juke Box                        | Хлопці 16-24 Лукас Йоркас Ніколаос Метаксас Луіс Георгіу Христос Калліатсас | Дівчата 16-24 Іоанна Протопаппа Інті Сіміу Поліксені Біфса Ірині Пападопулу                  |
| Другий | Хлопці 16-24 Ставрос Міхалакакос Дімітріс Маніатіс Ховіг Демірджян Нікіфорос | Дівчата 16-24 Іві Адаму Елефтерія Елефтеріу Джулі Тассу Ніні Шермадіні | За 25 Харіклея Харіцаввіду Елені Александрі Елена Андреу Поліна Христодулу  | Гурти 360 Moires 48 Ores Pale Faces X-odos                                                   |
| Третій | За 25 Александрос Нотас Грігоріс Георгіу Елена Анайоту Патрік Гвіберт        | Гурти T.U The Burning Stiks Revolt Tik Tok                             | Дівчата 16-24 Ніккі Понте Марія Катікаріду Кіркі Кацару Елена Георгіу       | Хлопці 16-24 Харіс Антоніу Дімітріс Тедооракоглу Константінос Анастасіадіс Алексіс Зафіракіс |